# 革叶铁榄
革叶铁榄（学名：Sinosideroxylon wightianum）为山榄科铁榄属下的一个种。

## 扩展阅读
- 維基物種上的相關：革叶铁榄